# Pluteus luctuosus
Pluteus luctuosus är en svampart som beskrevs av Boud. 1905. Pluteus luctuosus ingår i släktet Pluteus och familjen Pluteaceae.  Arten är reproducerande i Sverige. Inga underarter finns listade i Catalogue of Life.